# Mohamed Abou Amin
Mohamed Abou Amin – egipski piłkarz grający na pozycji obrońcy. W swojej karierze grał w reprezentacji Egiptu.

## Kariera klubowa
W swojej karierze piłkarskiej Amin grał w klubie Ismaily SC.

## Kariera reprezentacyjna
W 1974 roku Amin został powołany do reprezentacji Egiptu na Puchar Narodów Afryki 1974. Na tym turnieju rozegrał cztery mecze: grupowe z Ugandą (2:1), z Zambią (3:1), z Wybrzeżem Kości Słoniowej (2:0) i półfinałowy z Zairem (2:3). Z Egiptem zajął w 3. miejsce w tym turnieju.